# Esteban Caamaño Bernal
Esteban Caamaño Bernal (ur. 25 grudnia 1925 w El Puerto de Santa María, zm. 19 czerwca 2006 tamże) – hiszpański polityk i działacz związkowy, poseł do Kongresu Deputowanych i senator, od 1986 do 1989 poseł do Parlamentu Europejskiego II kadencji.

## Życiorys
Jego ojciec pracował w drukarni, matka zaś zajmowała się domem. Zdobył wykształcenie podstawowe, od 14 roku życia pracował jako ogrodnik w winnicach. Przez wiele lat aktywny w organizacjach związkowych (początkowo tajnych), w których obejmował kierownicze stanowiska na poziomie lokalnym i krajowym. Formalnie był członkiem frankistowskiego Sindicat Vertical, z którego wydalono go za żądania demokratyzacji. W 1961 należał do założycieli Unión Sindical Obrera, działał także w Sindicato de la Vid oraz ostatecznie w powiązanym z lewicą ruchu Unión General de Trabajadores. Za swoją aktywność związkową w latach 60. i 70. został sześciokrotnie aresztowany i dwukrotnie skazany (podczas jednego z procesów jego obrońcą był Felipe Gonzalez); odebrano mu również paszport.
Zaangażował się w działalność polityczną w ramach Ludowej Partii Socjalistycznej, z którą wstąpił do Hiszpańskiej Socjalistycznej Partii Robotniczej. Został liderem PSOE w rodzinnym mieście i tamtejszym radnym (w 1979 ubiegał się o fotel alkada). W latach 1977–1982 zasiadał w Kongresie Deputowanych (w ramach Konstytuanty oraz Kongresu I kadencji) z okręgu Kadyks. W kadencji 1982–1986 należał do Senatu również z tego okręgu. Od 1 stycznia 1986 do 5 lipca 1987 wykonywał mandat posła do Parlamentu Europejskiego w ramach delegacji krajowej, w 1987 wybrano go w wyborach bezpośrednich. Przystąpił do Grupy Socjalistów, należał m.in. do Komisji Budżetowej oraz Komisji ds. Rolnictwa, Rybołówstwa i Rozwoju Wsi.
Był żonaty i bezdzietny. Zmarł wskutek białaczki.